# Genvry
Genvry – miejscowość i gmina we Francji, w regionie Hauts-de-France, w departamencie Oise.
Według danych na rok 1990 gminę zamieszkiwało 308 osób, a gęstość zaludnienia wynosiła 60 osób/km² (wśród 2293 gmin Pikardii Genvry plasuje się na 692. miejscu pod względem liczby ludności, natomiast pod względem powierzchni na miejscu 862.).